# Валадес, Исмаэль
Исмаэль Валадес Арсе (исп. Ismael Valadéz Arce; 14 сентября 1985, Техупилько, Мексика) — мексиканский футболист, нападающий.

## Клубная карьера
Валадес — воспитанник клуба «Толука». 3 ноября 2004 года в матче против «Сантос Лагуна» он дебютировал в мексиканской Примере. 25 сентября 2005 года в поединке против «Эстудиантес Текос» Исмаэль забил свой первый гол за клуб. В том же году он стал чемпионом Апертуры в составе «Толуки», а спустя год завоевал трофей Чемпион чемпионов Мексики. После этого Валадес потерял место в основе и летом того же года на правах аренды перешёл в «Атланте». 19 августа в матче против «Гвадалахары» Исмаэль дебютировал за команду из Канкуна. В 2009 году Исмаэль обладателем Кубка чемпионов КОНКАКАФ. Летом того же года он вновь был отдан в аренду, его новым клубом стал «Леон». 1 августа в поединке против «Коррекаминос» Валадес дебютировал в Лиге Ассенсо за новую команду. 6 сентября в поединке против «Дорадос де Синалоа» Исмаэль забил свой первый гол за «львов».
После окончания аренды Валадес также на правах аренды выступал за клубы второго дивизиона «Дорадос де Синалоа», «Коррекаминос» и «Альтамиру». В 2012 году Исмаэль на правах свободного агента перешёл в «Крус Асуль Идальго». 21 июля в матче против своего бывшего клуба «Коррекаминос» он дебютировал за новую команду. 7 октября в поединке против «Ирапуато» Валадес сделал «дубль», забив свои первые гол за «Идальго».
В 2014 году он был принят в состав «Крус Асуль». 2 февраля в поединке против «Гвадалахары» Исмаэль дебютировал за «Асуль». 17 сентября в поединке Лиги чемпионов КОНКАКАФ против панамского «Чоррильо» забил свой первый гол за команду. В 2015 году Валадес в составе «Крус Асуль» завоевал Кубок чемпионом КОНКАКАФ. Летом того же года он вернулся в «Альтамиру», которая к тому времени сменила название на «Кафеталерос де Тапачула». Летом 2016 года Исмаэль перешёл в «Леонес Негрос». 17 июля в матче против Потрос УАЕМ он дебютировал за новую команду. В этом же поединке Вальдес забил свой первый гол за «Леонес Негрос».

## Международная карьера
14 октября 2007 года в товарищеском матче против сборной Нигерии Валадес дебютировал за сборную Мексики.

## Достижения
Командные
 «Толука»
- Чемпионат Мексики по футболу — Апертура 2005
- Обладатель трофея Чемпион чемпионов Мексики — 2006

 «Атланте»
- Обладатель Кубка чемпионов КОНКАКАФ — 2008/09

 «Крус Асуль»
- Обладатель Кубка чемпионов КОНКАКАФ — 2014/15